# 麥可·蓋斯特
邁克爾·帕特里克·蓋斯特（英語：Michael Patrick Guest，1970年2月4日—）是美國律師和共和黨政治人物，現任美国众议院议員密西西比州第3國會選區代表，2022年8月傑基·沃洛斯基去世後，蓋斯特成為美國眾議院道德委員會資深议員，第118屆美國國會獲勝後蓋斯特成為眾議院道德委員會主席。

## 外部連結
- Congressman Michael Guest （页面存档备份，存于） official U.S. House website
- Michael Guest for Congress （页面存档备份，存于）

- 美國國會國家人物傳記大辭典中的傳記
- 由華盛頓郵報維護的投票記錄
- 智慧投票计划中的傳記、投票紀錄及利益集團評級
- 聯邦選舉委員會中的競選財務報告和數據
- C-SPAN內的頁面（英文）